# العلاقات الإسواتينية الزيمبابوية
العلاقات الإسواتينية الزيمبابوية هي العلاقات الثنائية التي تجمع بين إسواتيني وزيمبابوي.

## مقارنة بين البلدين
هذه مقارنة عامة ومرجعية للدولتين:
| وجه المقارنة                                              | إسواتيني                                   | زيمبابوي |
| --------------------------------------------------------- | ------------------------------------------ | --- |
| المساحة (كم2)                                             | 17.36 ألف                                  | 390.76 ألف |
| عدد السكان (نسمة)                                         | 1.37 مليون                                 | 16.53 مليون |
| الكثافة السكانية (ن./كم²)                                 | 78.92                                      | 42.3 |
| العاصمة                                                   | لوبامبا، مبابان                            | هراري |
| اللغة الرسمية                                             | لغة إنجليزية، لغة سوازي                    | لغة إنجليزية، اللغة الشونا، النديبيلية الشمالية ‏، لغة الشيشيوا، Barwe ‏، Kalanga language ‏، Tshwa language ‏، النداو ‏، اللغة التسونجا، لغة الإشارة الزيمبابوية ‏، اللغة السوتية، تونغا ‏، اللغة التسوانية، اللغة الفيندية، اللغة الكوسية |
| العملة                                                    | ليلانغيني سوازيلندي                        | دولار أمريكي |
| الناتج المحلي الإجمالي (بليون دولار)                      | 4.41 مليار                                 | 17.85 مليار |
| الناتج المحلي الإجمالي (تعادل القوة الشرائية) بليون دولار | 11.13 مليار                                | 27.88 مليار |
| الناتج المحلي الإجمالي الاسمي للفرد دولار أمريكي          | 3.20 ألف                                   | 924 |
| الناتج المحلي الإجمالي للفرد دولار أمريكي                 | 8.29 ألف                                   | 1.79 ألف |
| مؤشر التنمية البشرية                                      | 0.531                                      | 0.509 |
| رمز المكالمات الدولي                                      | +268                                       | +263 |
| رمز الإنترنت                                              | .sz                                        | .zw |
| المنطقة الزمنية                                           | التوقيت القياسي لجنوب أفريقيا، ت ع م+02:00 | ت ع م+02:00 |

## منظمات دولية مشتركة
يشترك البلدان في عضوية مجموعة من المنظمات الدولية، منها:
| علم المنظمة | اسم المنظمة                                 | تاريخ انضمام إسواتيني | تاريخ انضمام زيمبابوي |
| ----------- | ------------------------------------------- | --------------------- | --------------------- |
|             | مجموعة التنمية لأفريقيا الجنوبية            | ?                     | ?                     |
|             | مؤسسة التنمية الدولية                       | 22 سبتمبر 1969        | 29 سبتمبر 1980        |
|             | الأمم المتحدة                               | 24 سبتمبر 1968        | 25 أغسطس 1980         |
|             | منظمة التجارة العالمية                      | ?                     | ?                     |
|             | البنك الإفريقي للتنمية                      | ?                     | ?                     |
|             | وكالة ضمان الاستثمار متعدد الأطراف          | 18 أبريل 1990         | 10 أبريل 1992         |
|             | مجموعة دول أفريقيا والكاريبي والمحيط الهادئ | ?                     | ?                     |
|             | الاتحاد الأفريقي                            | ?                     | ?                     |
|             | منظمة الشرطة الجنائية الدولية               | ?                     | ?                     |
|             | المركز الدولي لتسوية المنازعات الاستشارية   | 14 يوليو 1971         | 19 يونيو 1994         |
|             | الاتحاد الدولي للاتصالات                    | 11 نوفمبر 1970        | 10 فبراير 1981        |
|             | البنك الدولي للإنشاء والتعمير               | 22 سبتمبر 1969        | 29 سبتمبر 1980        |
|             | الاتحاد البريدي العالمي                     | ?                     | ?                     |
|             | منظمة حظر الأسلحة الكيميائية                | ?                     | ?                     |
|             | مؤسسة التمويل الدولية                       | 22 سبتمبر 1969        | 29 سبتمبر 1980        |
|             | يونسكو                                      | 25 يناير 1978         | 22 سبتمبر 1980        |

## وصلات خارجية
- موقع وزارة الخارجية الزيمبابوية